# Handbuch der historischen Stätten
Das Handbuch der historischen Stätten ist ein umfangreiches landesgeschichtliches Nachschlagewerk, erschienen im Rahmen von Kröners Taschenausgabe des Stuttgarter Alfred Kröner Verlags in vielen Bänden, das die historischen Stätten der deutschen sowie der an Deutschland angrenzenden Länder erschließt. Zum Inhalt zählen die Beschreibungen von Städten, Flecken, Klöstern, Herrschaftssitzen und anderer historisch bedeutender Stätten.

## Handbuch der historischen Stätten Deutschlands
Zunächst hatte der Alfred Kröner Verlag der Reihe den Titel „Handbuch der historischen Stätten Deutschlands“ gegeben. Unter diesem Titel erschienen ab 1958 zwölf Bände, von denen sieben das Gebiet der damaligen Bundesrepublik Deutschland abdeckten (Bayern in zwei Halbbänden) und fünf das Gebiet der damaligen DDR und Berlin (letztere – damals schon – im Wesentlichen gegliedert wie die späteren Fünf Neuen Länder).

## Handbuch der historischen Stätten
Um die Reihe zu erweitern und auch die nach 1945 verlorenen Ostgebiete des Deutschen Reiches, deutsche Siedlungsgebiete in Ostmitteleuropa (Böhmen und Mähren, Siebenbürgen, Nordschleswig) sowie Österreich, Südtirol, die Schweiz und Liechtenstein darstellen zu können, erschienen ab 1966, beginnend mit dem Band Ost- und Westpreußen, weitere Bände unter dem Reihentitel „Handbuch der historischen Stätten“. Die Bandzählung wurde dafür aufgegeben.

## Bearbeitungsstand
Die meisten Bände beider Reihen wurden im Laufe der Jahrzehnte mehrfach überarbeitet. Dabei wurden die Gesichtspunkte eingearbeitet, die in den Bänden der ersten Generation eher am Rande abgehandelt worden waren, zum Beispiel die Industrialisierung, die Zeit des Nationalsozialismus und der Strukturwandel. So erschien 2006 ein seit 2000 vorbereiteter, neuer Band für Nordrhein-Westfalen, herausgegeben vom Landschaftsverband Rheinland, Landschaftsverband Westfalen-Lippe und dem Institut für vergleichende Städtegeschichte der Universität Münster. Ebenso erschien 2006 die vierte Auflage des Handbuches für Bayern in zwei Teilbänden.

## Erschienene Bände
Handbuch der historischen Stätten Deutschlands. Kröner, Stuttgart 1958 ff.
- Bd. 1. Olaf Klose (Hrsg.): Schleswig-Holstein und Hamburg (= Kröners Taschenausgabe. Bd. 271). 3. verbesserte Auflage. 313 Seiten. 1976, ISBN 3-520-27103-6.
- Bd. 2. Kurt Brüning (Hrsg.): Niedersachsen und Bremen (= Kröners Taschenausgabe. Bd. 272). 5. verbesserte Auflage. 608 Seiten. 1986, ISBN 3-520-27205-9.
- Bd. 3. Manfred Groten, Peter Johanek, Wilfried Reininghaus, Margret Wensky (Hrsg.): Nordrhein-Westfalen (= Kröners Taschenausgabe. Bd. 273). 3. völlig neu bearbeitete Auflage. 1256 Seiten. 2006, ISBN 3-520-27303-9.
- Bd. 4. Georg Wilhelm Sante (Hrsg.): Hessen (= Kröners Taschenausgabe. Bd. 274). 3. überarbeitete Auflage. 540 Seiten. 1976, ISBN 3-520-27403-5.
- Bd. 5. Ludwig Petry (Hrsg.): Rheinland-Pfalz und Saarland (= Kröners Taschenausgabe. Bd. 275). 3. neubearbeitete Auflage. 523 Seiten. 1988, ISBN 3-520-27503-1.
- Bd. 6. Max Miller, Gerhard Taddey (Hrsg.): Baden-Württemberg (= Kröners Taschenausgabe. Bd. 276). 2. verbesserte und erweiterte Auflage. 1029 Seiten. 1980, ISBN 3-520-27602-X.
- Bd. 7, 1. Hans-Michael Körner, Alois Schmid (Hrsg.): Bayern. Band 1: Altbayern und Schwaben (= Kröners Taschenausgabe. Bd. 324). 4. vollständig neu geschriebene Auflage. 956 Seiten. 2006, ISBN 3-520-32401-6.
- Bd. 7, 2. Hans-Michael Körner, Alois Schmid (Hrsg.): Bayern. Band 2: Franken (= Kröners Taschenausgabe. Bd. 325). 4. vollständig neu geschriebene Auflage. 651 Seiten. 2006, ISBN 3-520-32501-2.
- Bd. 8. Walter Schlesinger (Hrsg.): Sachsen (= Kröners Taschenausgabe. Bd. 312). Unveränderter Neudruck der 1. Auflage 1965. 445 Seiten. 1990, ISBN 3-520-31201-8.
- Bd. 9. Hans Patze (Hrsg.): Thüringen (= Kröners Taschenausgabe. Bd. 313). 2. verbesserte und ergänzte Auflage. 592 Seiten. 1989, ISBN 3-520-31302-2.
- Bd. 10. Gerd Heinrich (Hrsg.): Berlin und Brandenburg. Mit Neumark und Grenzmark Posen-Westpreußen (= Kröners Taschenausgabe. Bd. 311). 3. überarbeitete und ergänzte Auflage. 1995, ISBN 3-520-31103-8.
- Bd. 11. Berent Schwineköper (Hrsg.): Provinz Sachsen-Anhalt (= Kröners Taschenausgabe. Bd. 314). 2. überarbeitete und ergänzte Auflage. 644 Seiten. 1987, ISBN 3-520-31402-9.
- Bd. 12. Helge Bei der Wieden, Roderich Schmidt (Hrsg.): Mecklenburg, Pommern (= Kröners Taschenausgabe. Bd. 315). 385 Seiten, 1996, ISBN 3-520-31501-7.

Handbuch der historischen Stätten. Kröner, Stuttgart 1966ff.
- Hugo Weczerka (Hrsg.): Schlesien (= Kröners Taschenausgabe. Bd. 316). 2. verbesserte und erweiterte Auflage. 738 Seiten. 2003, ISBN 3-520-31602-1.
- Erich Weise (Hrsg.): Ost- und Westpreußen (= Kröners Taschenausgabe. Bd. 317). Unveränderter Nachdruck der 1. Auflage 1966. 1981, ISBN 3-520-31701-X.
- Joachim Bahlcke, Winfried Eberhard, Miloslav Polívka (Hrsg.): Böhmen und Mähren (= Kröners Taschenausgabe. Bd. 329). 889 Seiten. 1998, ISBN 3-520-32901-8.
- Harald Roth (Hrsg.): Siebenbürgen (= Kröners Taschenausgabe. Bd. 330). 309 Seiten. 2003, ISBN 3-520-33001-6.
- Karl Lechner (Hrsg.): Österreich. Band 1: Donauländer und Burgenland (= Kröners Taschenausgabe. Bd. 278). Nachdruck der 1. Auflage 1970. 1985, ISBN 3-520-27801-4.
- Hanns Bachmann, Karl Heinz Burmeister, Franz Huter (Hrsg.): Österreich. Band 2: Alpenländer mit Südtirol (= Kröners Taschenausgabe. Bd. 279). 2. überarbeitete Auflage. 752 Seiten. 1978, ISBN 3-520-27902-9.
- Volker Reinhardt (Hrsg.): Schweiz und Liechtenstein (= Kröners Taschenausgabe. Bd. 280). 798 Seiten. 1996, ISBN 3-520-28001-9.
- Olaf Klose: Dänemark (= Kröners Taschenausgabe. Bd. 327). 257 Seiten. 1982, ISBN 3-520-32701-5.